# Laduhoppspindel
Laduhoppspindel (Sitticus terebratus) är en spindelart som först beskrevs av Carl Alexander Clerck 1757.  Laduhoppspindel ingår i släktet Sitticus och familjen hoppspindlar. Arten är reproducerande i Sverige. Inga underarter finns listade i Catalogue of Life.